# Minareto

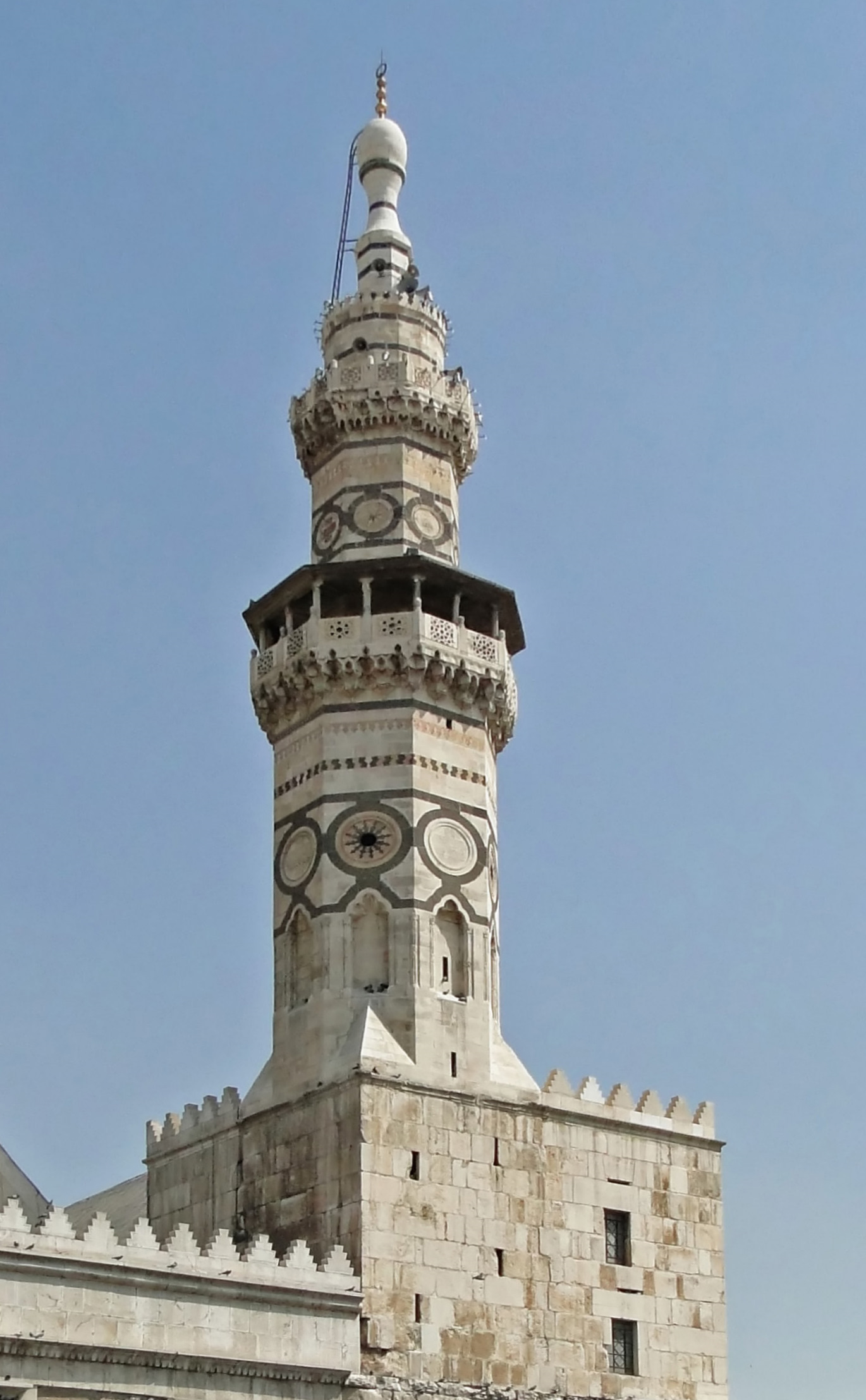
Minareto della Grande Moschea degli Omayyadi a Damasco

Il minareto (in arabo manār, lett. "faro") è la torre, presente in quasi tutte le moschee, dalla quale il muezzin (muʾadhdhin) cinque volte al giorno chiama alla preghiera i devoti di Allāh.

## Descrizione
Come il campanile cristiano, il minareto serve a far arrivare il più lontano possibile il segnale che scandisce la giornata liturgica. Nell'Islam esso è strettamente funzionale ai "momenti d'elezione" (awqāt) in cui deve essere validamente assolto l'obbligo della preghiera islamica, detta ṣalāt.
Per ovviare al caso di fedeli sordi o che si trovano in luoghi lontani dalla moschea ove non giunge la voce del muezzin, l'annuncio della preghiera può venire fatto anche tramite l'ostensione di ampi panni bianchi dall'alto del minareto.
Oggi per le moschee minori si ricorre sempre più spesso ad adhān registrati e diffusi poi con amplificatori.
La moschea col maggior numero di minareti al mondo è la moschea della Kaʿba, alla Mecca, che ne possiede ben sette, seguita dalla Moschea Blu di Istanbul, che ne ha sei.

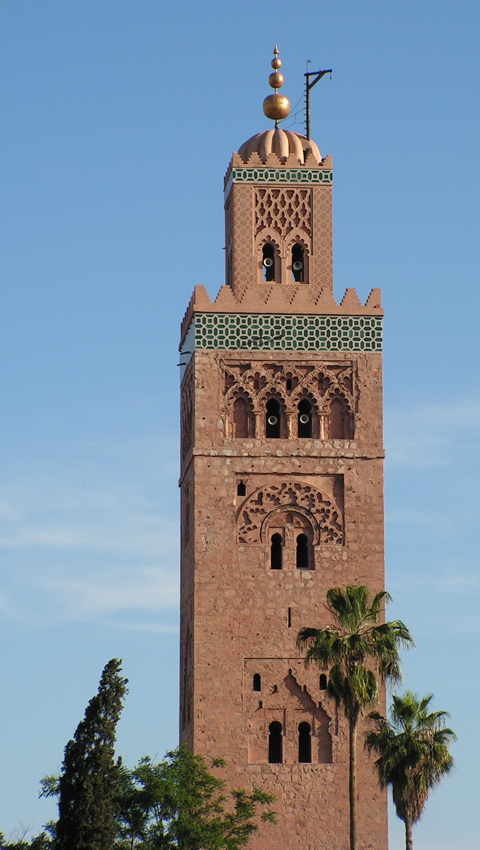
La Kutubiyya, o minareto della Moschea della Kutubiyya, di Marrakesh (Marocco), età almohade (XII secolo). Tale minareto funse da prototipo per la Giralda di Siviglia e della Torre di Hassan di Rabāṭ (Marocco).
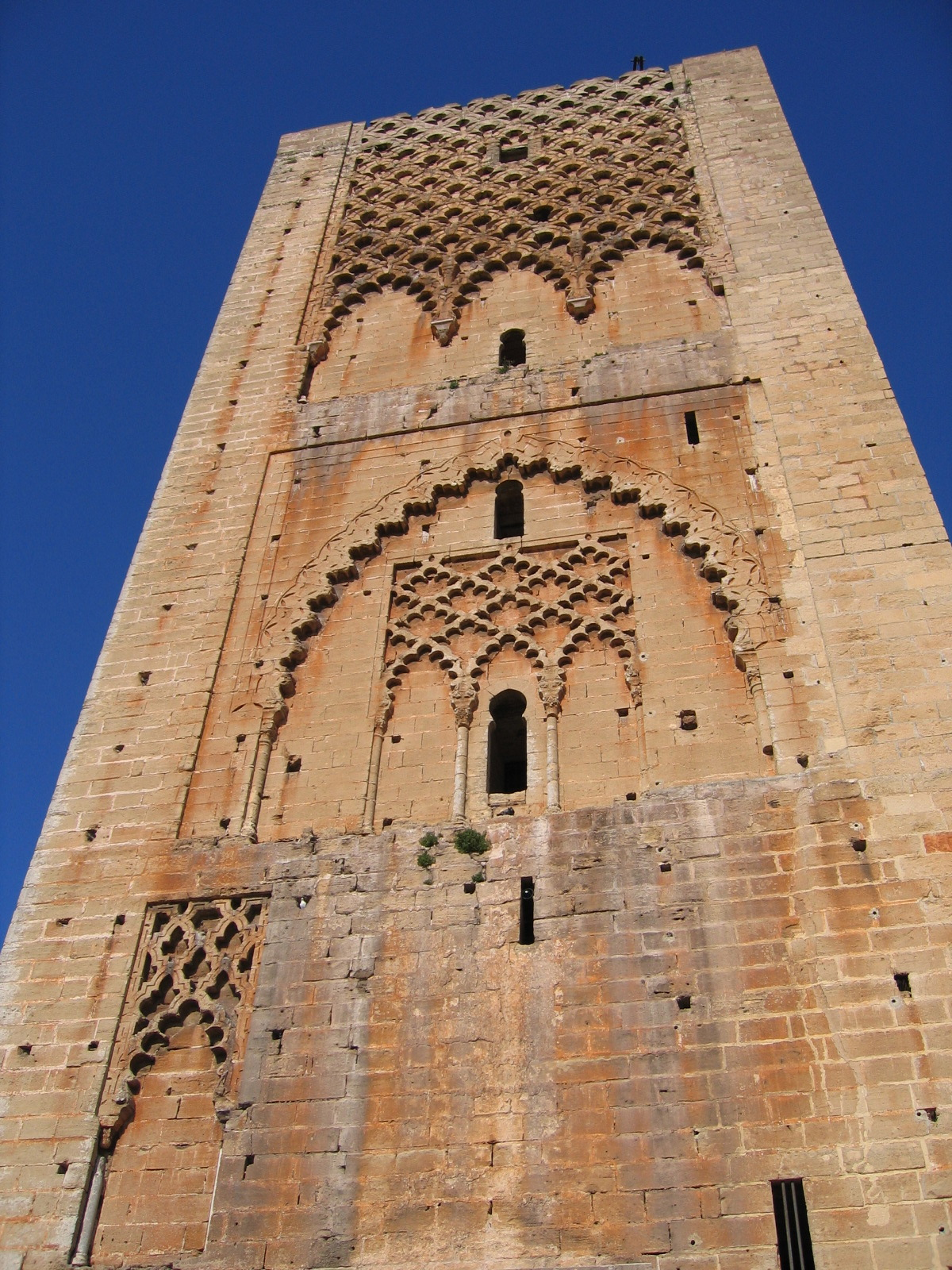
La Torre di Hassan di Rabāṭ (Marocco).
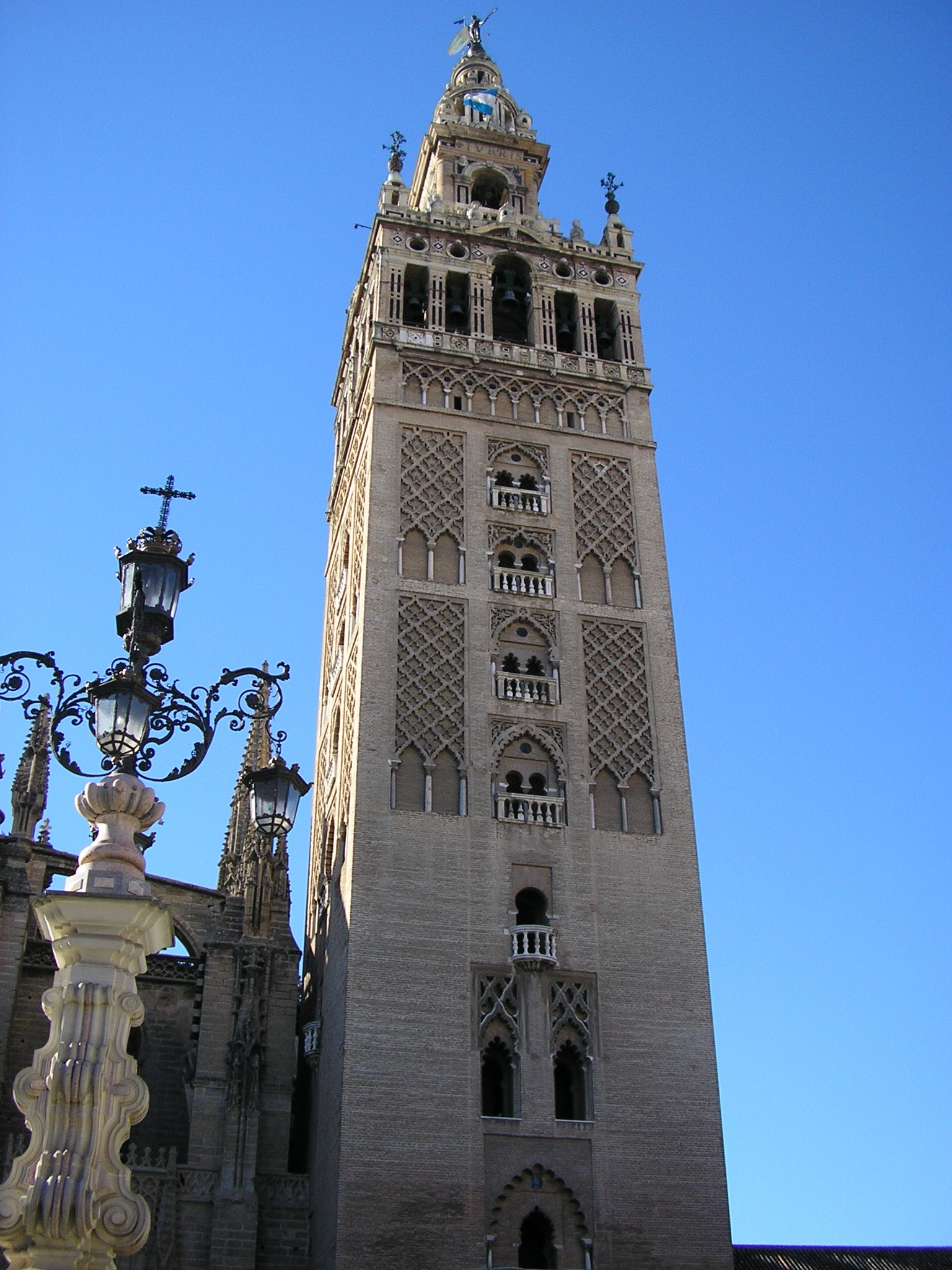
La Giralda di Siviglia. Attualmente campanile della Cattedrale, era in età islamica il minareto della Grande Moschea della città andalusa.
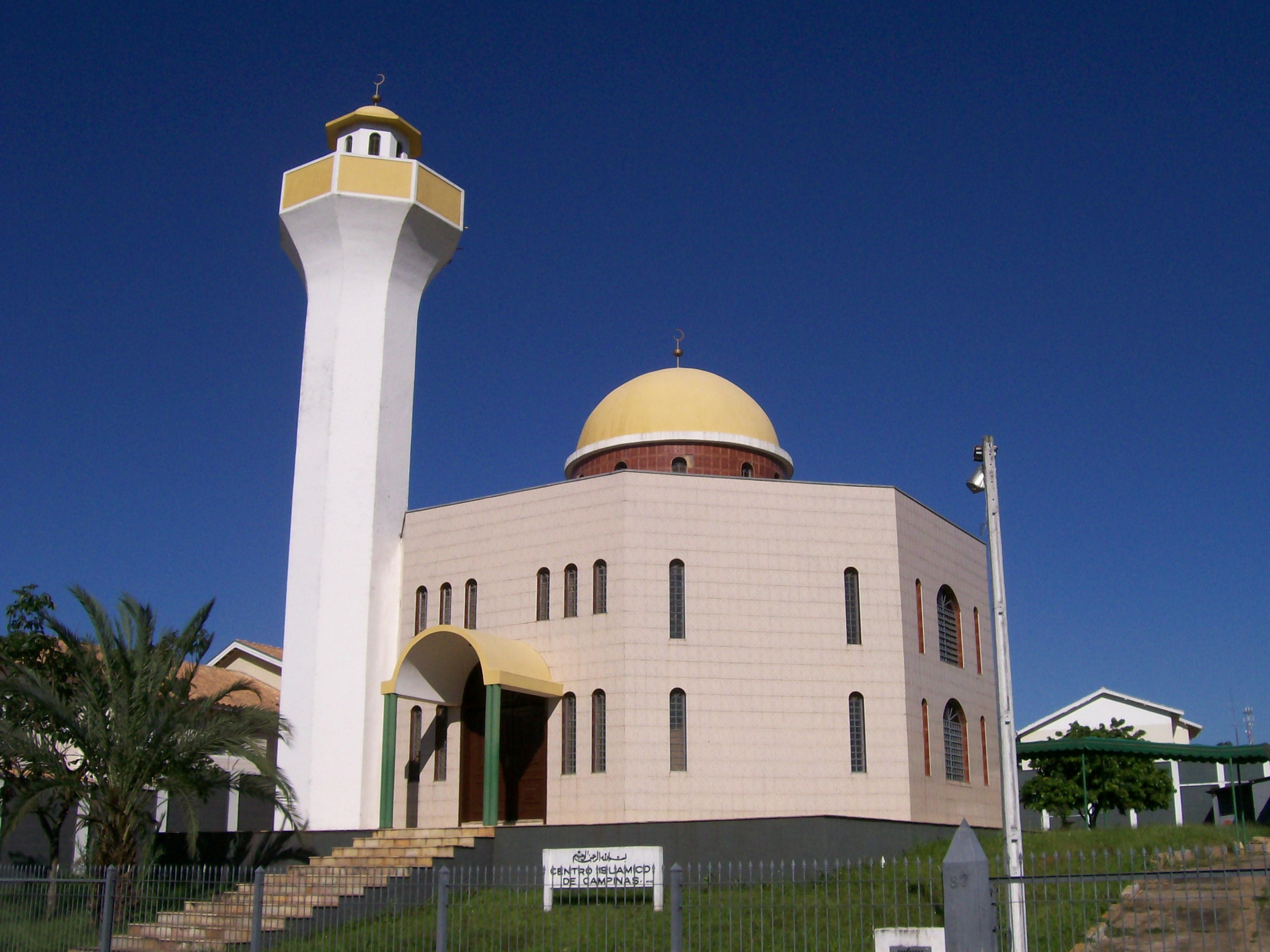
Il Centro Islamico di Campinas (Brasile) ha un minareto con funzione decorativa.
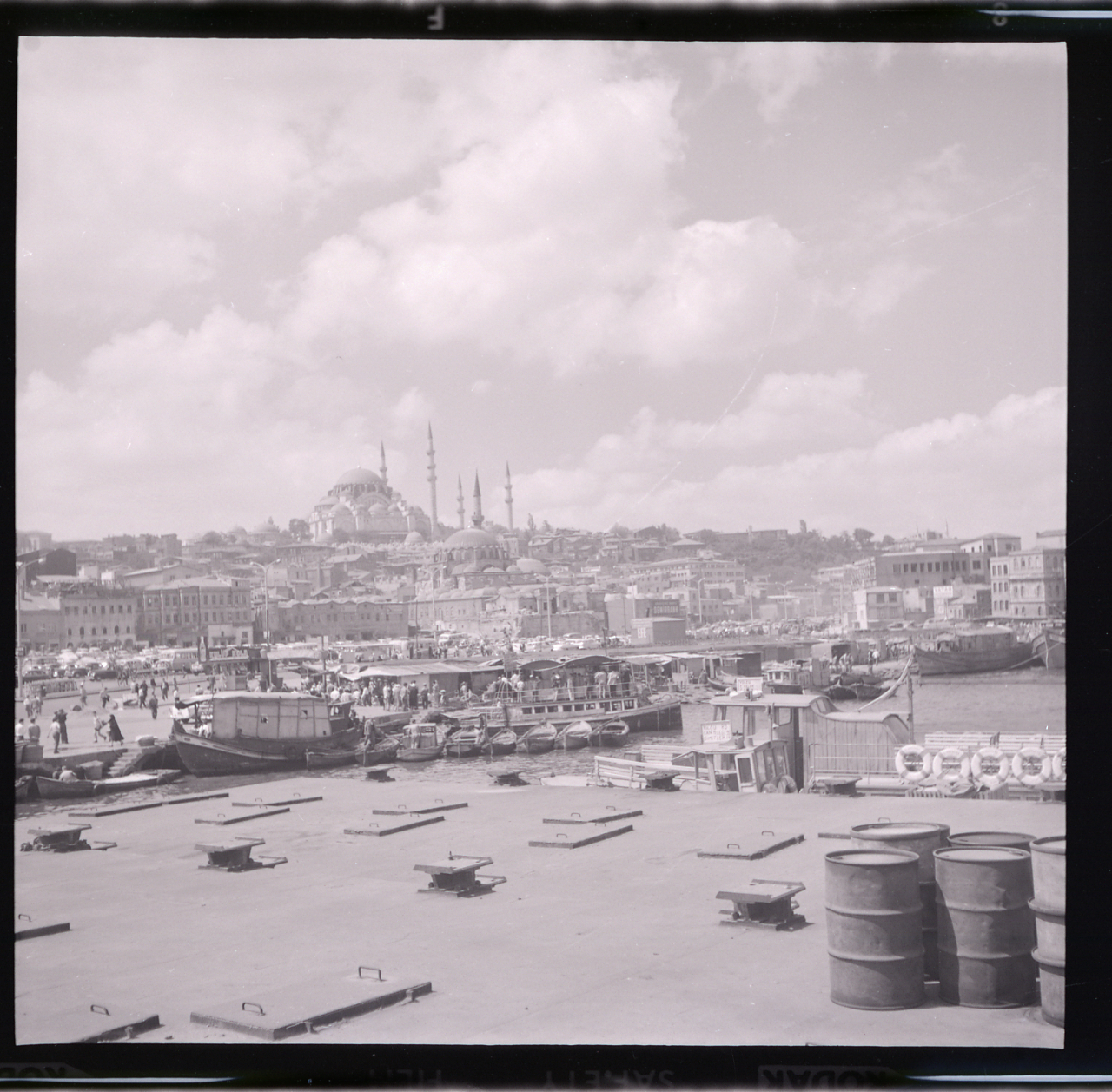
Sullo sfondo i minareti di Istanbul fotografati da Paolo Monti nel 1962. Fondo Paolo Monti, BEIC.